# Jobst Heinrich Lessen
Jobst Heinrich Lessen, um 1700, war ein in Goslar ansässiger Bildschnitzer, der zahlreiche Altäre, Kanzeln und Kirchenbänke in Goslarer Kirchen und im nördlichen Harzvorland geschaffen hat. Auch die Schnitzarbeiten der Ausstattung in der Klosterkirche Lamspringe im Landkreis Hildesheim gehen auf Jobst Heinrich Lessen zurück. Die hier gezeigte Kirchenbank wird durch die Inschrift Algemeiner christlger stuhl als Platz für die Laien gekennzeichnet.

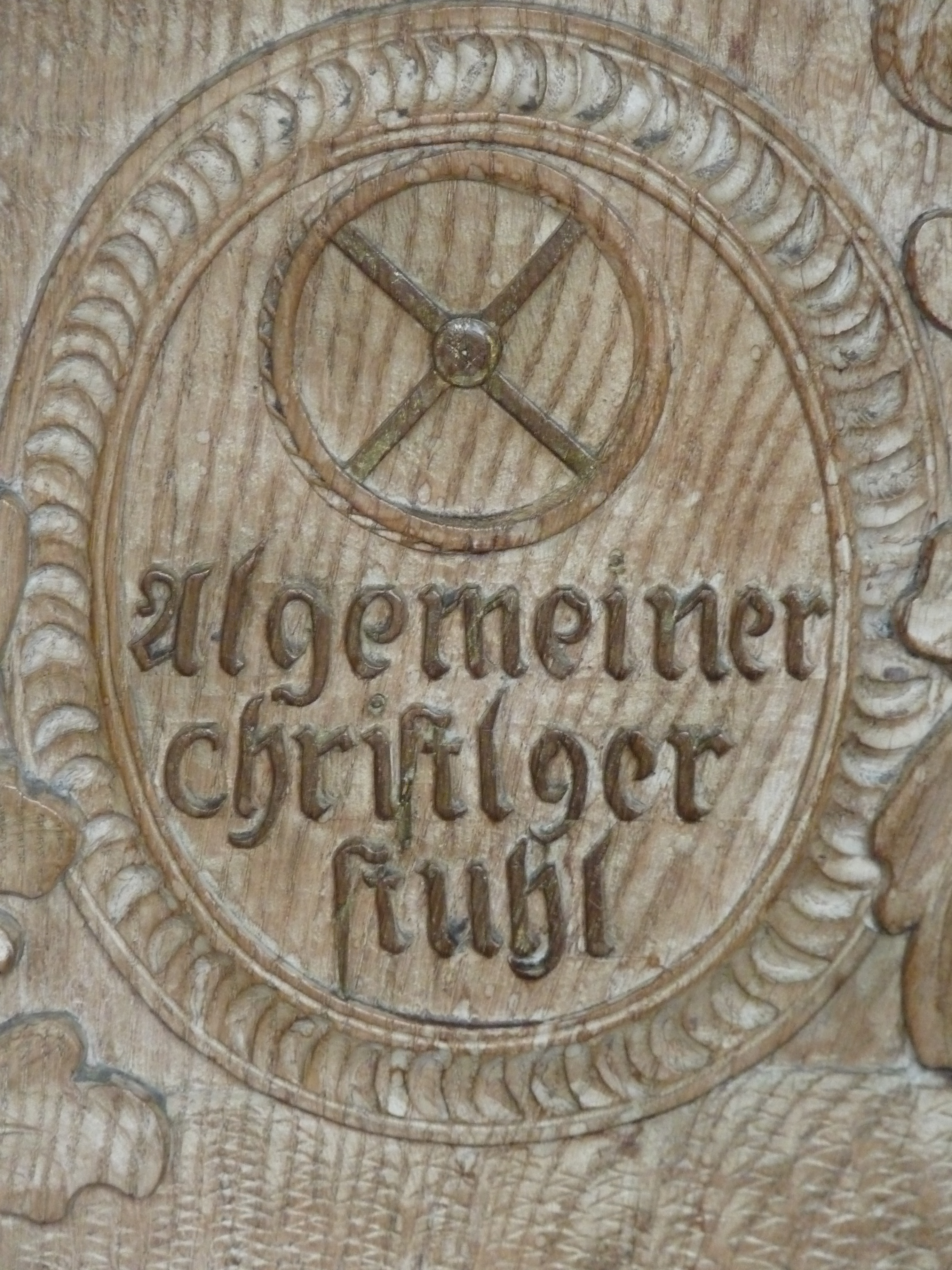
Seitliche Beschriftung einer Kirchenbank in der Klosterkirche Lamspringe

Zeitweilig arbeitete er mit seinem Verwandten Heinrich Lessen dem Älteren zusammen. Ihre Arbeit weist Einflüsse der goldenen niederländischen Zeit auf, insofern sich von ihnen erarbeitete Ornamente vorwiegend aus Blumen und Früchten zusammensetzen.